# Yap labdarúgó-válogatott
A yap labdarúgó-válogatott Yap nemzeti csapata, amelyet a yap labdarúgó-szövetség (angolul: Yap Football Federation) irányít. Nem tagja a FIFA -nak, sem az OFC-nek.